# Американские Виргинские острова на летней Универсиаде 2013
Американские Виргинские острова на летней Универсиаде 2013 года были представлены 6 спортсменами в одном виде спорта. Была завоёвана одна (золотая) медаль, страна заняла 40-е место в общекомандном зачёте.

## Призёры
| Медаль | Спортсмен   | Вид спорта      | Дисциплина         | Дата    |
| ------ | ----------- | --------------- | ------------------ | ------- |
| Золото | Эдди Ловетт | Лёгкая атлетика | Мужчины, 110 м с/б | 11 июля |

## Результаты

### Лёгкая атлетика

#### Мужчины
| Дисциплина     | Спортсмен               | Первый раунд | Первый раунд | Второй раунд         | Второй раунд         | Полуфинал            | Полуфинал            | Финал                | Финал                |
| Дисциплина     | Спортсмен               | Результат    | Место        | Результат            | Место                | Результат            | Место                | Результат            | Итоговое место       |
| -------------- | ----------------------- | ------------ | ------------ | -------------------- | -------------------- | -------------------- | -------------------- | -------------------- | -------------------- |
| 100 м          | Дэвид Уолтерс           | 10.72        | 23           | 10.48                | 14                   | 10.62                | 15                   | Завершил выступление | Завершил выступление |
| 110 м с/б      | Эдди Ловетт             | 13.53        | 3            |                      |                      |                      |                      | 13.43                |                      |
| Прыжки в длину | Коллистер Фахи          | 7.48         | 15           | Завершил выступление | Завершил выступление | Завершил выступление | Завершил выступление | Завершил выступление | Завершил выступление |
| Прыжки в длину | Леон Хант               | 7.41         | 17           | Завершил выступление | Завершил выступление | Завершил выступление | Завершил выступление | Завершил выступление | Завершил выступление |
| Тройной прыжок | Абдул-Халим Хашим Йосеф | 15.31        | 13           | Завершил выступление | Завершил выступление | Завершил выступление | Завершил выступление | Завершил выступление | Завершил выступление |

#### Женщины
| Дисциплина | Спортсмен     | Квалификационный раунд | Квалификационный раунд | Полуфинал | Полуфинал | Финал                 | Финал                 |
| Дисциплина | Спортсмен     | Результат              | Место                  | Результат | Место     | Результат             | Итоговое место        |
| ---------- | ------------- | ---------------------- | ---------------------- | --------- | --------- | --------------------- | --------------------- |
| 800 м      | Нинфа Барнард | 2:10.86                | 16                     | 2:11.37   | 16        | Завершила выступление | Завершила выступление |